# Saucisse sur bâtonnet
Pour les articles homonymes, voir Pogo.

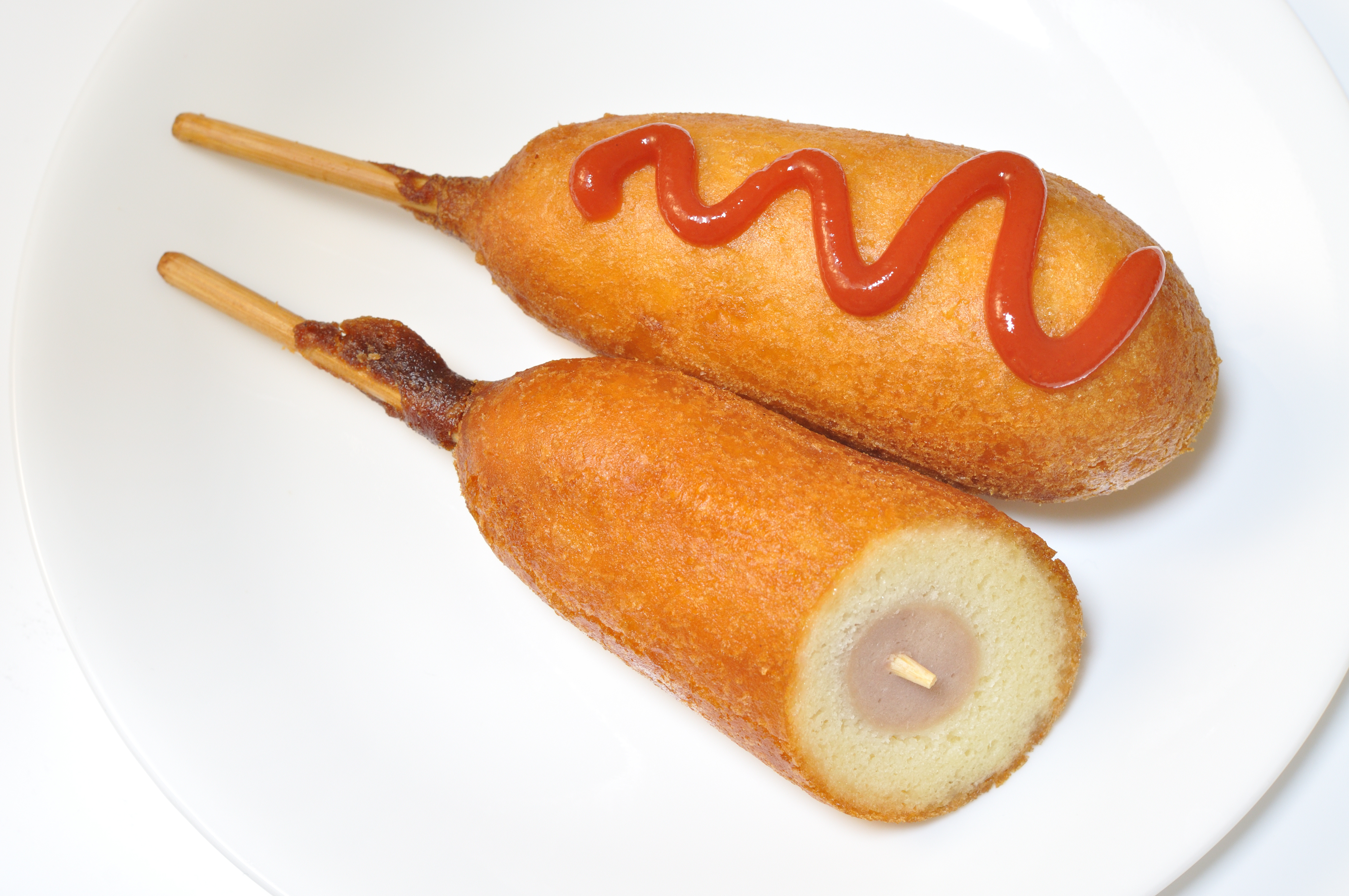
Une paire de « corn dogs ».

Une saucisse sur bâtonnet ou beignet de saucisse ou pogo (en anglais : « corn dog ») est une saucisse fumée enrobée de pâte à frire, le tout planté sur un bâtonnet. Le pogo se mange lorsqu’il est chaud, son goût varie en fonction de la pâte et du type de saucisse utilisées. On peut l'accompagner de mayonnaise, de moutarde, de ketchup ou de miel.
On trouve ce type de préparation dans certaines chaînes de restauration rapide.
Les corn dogs sont apparus aux États-Unis dans les années 1920. On les retrouve couramment dans la cuisine américaine. On les trouve sous forme de surgelés dans la plupart des supermarchés. Les corn dogs sont servis dans les rue au États-Unis.

## Historique

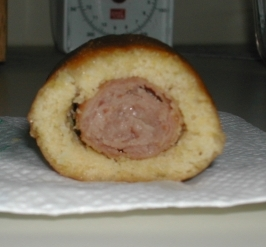
Intérieur d'un pogo.

Le beignet de saucisse a été inventé par des immigrants allemands habitant au Texas. Plusieurs d'entre eux étaient des fabricants de saucisses et ils avaient des difficultés à trouver des emplois dans le « nouveau monde » et à gagner leur vie. Ils ont donc développé une recette inspirée des saucisses allemandes, transformées et adaptées au style de restauration rapide nord-américain. Ils ont enrobé les saucisses dans une pâte de pain de maïs et le « corndog » était né. Le bâton ne s'est ajouté que plus tard alors que le pogo est devenu populaire.
D'après l'Office québécois de la langue française, le bâtonnet serait planté après la cuisson. Il préconise l'utilisation de la traduction « saucisse sur bâtonnet », le terme « pogo » étant à l'origine le nom donné par une marque de restauration rapide . Le terme « beignet de saucisse  » est plus volontiers utilisé en France, dans de nombreux sites culinaires.

## Variantes dans le monde
Il existe de nombreuses variantes de noms, ou de composition, dans le monde.
En Australie, la saucisse de hot-dog frite dans une pâte à beignet et sur un bâton, est connue sous le nom de « Dagwood Dog », « Pluto Pup » ou « Dippy Dog », selon la région. En Nouvelle Zélande, il est appelé « hot dog » tandis que le Hot-dog que nous connaissons est désigné sous le nom d'« American hot-dog ». Au Japon, on l'appelle « American dog », sauf à Hokkaido ou Osaka, où il est servi saupoudré de sucre et devient alors un « french dog  » ; dans le cas d'Hokkaido, il peut aussi être composé à partir d'une saucisse de poisson.